# Пампасна котка
Вижте пояснителната страница за други значения на Пампасна котка.
Пампасна котка (Leopardus pajeros) е хищник със средни размери от семейство Коткови разпространен в Южна Америка.

## Разпространение
Пампасната котка е разпространена в Аржентина, Чили, Боливия, Перу, Еквадор, и вероятно в крайната югозападна част на Колумбия. Видът е наречен на пампасите, които обитава, но се среща и в пасища, храстови и сухи горски съобщества на височина до 5000 m.

## Класификация
Пампасната котка, подобно на пантаналската котка традиционно се разглежда като подвид на по-големите Колоколо (Colocolo), но е обособен като отделен вид основно на базата на разликите в цвета на кожата и големината на черепа.  Това разделение не се поддържа от генетичните проучвания , поради което някои учени продължават да поддържат тезата, че това пантаналската котка е само подвид на Колоколо.
През 2005 г., Mammal Species of the World описва 5 подвида на Пампасната котка:
- Leopardus pajeros pajeros – основен подвид, разпространен н Чили и широко в Аржентина.[6]
- Leopardus pajeros crespoi – разпространен по източните скланове на Андите и североизочна Аржентина.[3]
- Leopardus pajeros garleppi – разпространен в Андите на Перу.[3]
- Leopardus pajeros steinbachi – разпространен в Андите на Боливия.[3]
- Leopardus pajeros thomasi – разпространен в Андите на Еквадор.[3]

## Описание
Пампасната котка е малка, но сравнително набита котка. Съществуват значителни географски различия по отношение на размерите на тялото. Дължината на тялото е 46 - 75 cm и сравнително къса опашка е 23 - 29 cm. Теглото и е от 3 до 6 кг. Съществуват три основни варианта на оцветяване на кожата, но и при трите има по две тъмни линии отстрани на бузите.

## Хранене
Пампасите котки не са напълно проучени и не се знае много за ловните им навици. Съществуват сведения, че се хранят с малки гризачи и птици, ловува предимно през нощта. Сред плячката и влизат и домашни птици уловени в близост до ферми.